# 1613
1613 (MDCXIII) je bilo navadno leto, ki se je po gregorijanskem koledarju začelo na torek, po 10 dni počasnejšem julijanskem koledarju pa na petek.

## Dogodki
- 7. februar - ruska državna skuščina (zemski sobor) izvoli šestnajstletnega neknežjega bojarja Mihaila Fjodoroviča Romanova za novega carja, prvega vladarja iz vladarske hiše rodbine Romanovih.

## Rojstva
- Richard Crashaw, angleški pesnik († 1649)

## Smrti
- 23. marec - Jerónimo de Ayanz y Beaumont, španski izumitelj (* 1553)